# Conrad Paul Wusching
Conrad Paul Wusching (* 10. Januar 1827 in Großmanyok, Komitat Tolna, Kaisertum Österreich; † 26. August 1900 in  Lugos, Königreich Ungarn) war ein rumäniendeutscher Komponist, Kirchenmusiker und Chorleiter.

## Leben
Der Handwerkersohn Wusching hatte ersten Instrumentalunterricht, unter anderem im Orgelspiel, in seiner Schulzeit beim Oberlehrer seiner Heimatgemeinde. Er setzte seine Ausbildung in Fünfkirchen fort und absolvierte 1843 das Lehrerseminar. Danach wirkte er ein Jahr in Kömöd und vier Jahre in Buda. Von 1848 bis zu seiner Pensionierung 1893 wirkte er als Lehrer und Regens chori der katholischen Gemeinde in Lugosch. 1849 gründete er den Lugoscher Gesang- und Musikverein. Als Komponist trat Wusching mit mehr als 150 überwiegend kirchenmusikalischen Werken hervor. 1869 machte er eine Studienreise nach Würzburg, wo er auch unterrichtete.

## Auszeichnungen
1883 – Goldene Erinnerungsmedaille des Lugoscher Gesang- und Musikvereins

## Werke
- Requiem für Gesang und Orgel, 1847
- Tantum ergo für gemischten Chor und Orchester, 1851
- Tantum ergo in C, für gemischten Chor und Orchester, 1855
- Antiphona (Ecce sacerdos magnus) bei Visitationen oder Firmungsfeierlichkeiten zu gebrauchen, für 4 Männerstimmen, 1855
- Offertorium In te Domine speravi für Männerchor, um 1860
- Tavaszi Dal für gemischten Chor mit Klavier, um 1860
- Graduale Pastorale O große That, erwünschte Nacht für vier Männerstimmen mit obligater Orgelbegleitung, 1864
- Offertorium (Am Christihimmelfahrtstage) für Sopran, Alt, Tenor und Bass, Streicher und Klarinetten, 1868
- Tantum ergo für gemischten Chor und Orchester, 1868
- Daláröröm: "Édes hazám" und "Bordal", Männerchöre, 1868
- Hymne zu Ehren des h. Vaters für vier Männerstimmen mit Orgelbegleitung, 1869
- Komámasszony, Lied mit Klavierbegleitung, 1870
- Tantum ergo in C für gemischten Chor und Orchester, um 1870
- Abendfeier nach einem Gedicht von Carl Johann Philipp Spitta für Männerchor, um 1870
- Geständnis für Gesang und Klavier, um 1870
- Tantum ergo für gemischten Chor und Orchester, um 1870
- Dalcsokor für Männerchor, um 1870
- Am Sarge eines Freundes für Männerquartett, um 1875
- Drei Quartetten für Männerstimmen, um 1875
- Tantum ergo für gemischten Chor, nach einer Choralmelodie bearbeitet, 1876
- Dalárokhoz für Männerchor, Text von Tamás Tapody, 1877
- Maygar Mise, 1880
- Vexilla für gemischten Chor, 1880
- Andante für Streichquartett, um 1880
- Graduale Sanctorum meritis für gemischten Chor und Orgel, 1880
- Salve Regina für gemischten Chor, um 1880
- Missa in C für gemischten Chor und Orgel, um 1880
- Hazai hangok, Männerquartette, gewidmet Mihály Mosonyi, um 1880
- Kaszás csillag, Férfi négyes, um 1880
- Magyar Mise für Männerchor, 1880
- Fekete szem für Männerchor, um 1880
- Offertorium um 1880
- Kriegers Gebet für Männerchor, um 1880
- Lerchentriller um 1880
- A nemzeti zászló, um 1880
- Esdeklés für  Männerchor, um 1880
- Zwei Chöre: "Elbúsulom én magamat" und "Juhász vagyok", um 1880
- Kettös Dal: "Töle jönek, hozzá térnken", "Kék szem", um 1880
- Kaszás csillag für Männerchor, um 1880
- Öszi dal (Text von Kálmán Tóth) für Gesang und Klavier, um 1880
- Feledés für Männerchor, um 1880
- Que est ista für gemischten Chor, 1882
- Nemzeti Bordal für Baritonsolo, Männerchor und Klavier, 1882
- Oster-Offertorium für Sopran Solo, gemischten Chor und Orgel, 1882
- Hatte das Schifflein die Mär wohl erlauscht?, 1883
- Esti csillag für Männerchor, 1884
- Graduale: Uj sionhegy für Männerchor, 1884
- A virágok, Lied mit Klavierbegleitung, um 1885
- Hazám für Männerchor, 1885
- Kis leány, Lied, 1885
- Elevabis manibus, Offertorium für Christi Himmelfahrt, für gemischten Chor, 1885
- Tantum ergo für gemischten Chor und Orgel, 1885
- Kerek az én kalapom für Männerchor, um 1885
- Te Deum in C für gemischten Chor und Orchester, um 1885
- Messe in G für Chor und Orchester, 1886
- Furfangos borivó für Männerchor, 1887
- Felejthetlen nöm temetésének emlékére, 1888
- Tantum ergo für gemischten Chor und Orchester, 1888
- Paulinen-Messe für gemischten Chor und Orchester, 1890
- Tantum ergo für Männerchor, um 1890
- Messe, um 1890
- Graduale: Fohász für gemischten Chor (Text: Gedeon Mindszenti), 1891
- A szerelmes bojtár für Männerchor, 1891
- Népdal für Männerchor, 1892
- Te Deum laudamus für Männerchor, 1896
- Ave Maria, 1898